# Plan numeracji krajowej
Plan numeracji krajowej – zbiór reguł, ustalany przez organ regulujący funkcjonowanie infrastruktury telekomunikacyjnej w danym kraju, określających zasady przydzielania numerów telefonicznych dla konkretnych operatorów, usług i jednostek terytorialnych. Obecnie w Polsce, zgodnie z ustawą Prawo komunikacji elektronicznej (w latach 2004–2024 zgodnie z ustawą Prawo telekomunikacyjne), plan numeracji krajowej dla sieci telefonicznych jest określany w drodze rozporządzenia przez ministra właściwego ds. informatyzacji (od listopada 2015 roku Ministra Cyfryzacji). Do 2015 roku było to w gestii ministra właściwego ds. łączności (w latach 2011–2015 Ministra Administracji i Cyfryzacji). Aktualnie obowiązuje Rozporządzenie Ministra Administracji i Cyfryzacji z dnia 30 października 2013 r. w sprawie planu numeracji krajowej dla publicznych sieci telekomunikacyjnych, w których świadczone są publicznie dostępne usługi telefoniczne (Dz.U. z 2023 r. poz. 145). Plan numeracji krajowej powinien uwzględniać zalecenia Międzynarodowego Związku Telekomunikacyjnego (ITU), w szczególności zalecenia ITU-T E.164.

## Otwarty plan numeracji krajowej
Otwarty plan numeracji jest to plan, w którym w publicznej sieci telefonicznej, występują dwa poziomy numeracji – numeracja strefowa i numeracja krajowa. Na poziomie strefowym stosowana jest numeracja skryta, natomiast na poziomie krajowym – numeracja jawna.

Strefy numeracyjne w telefonicznej sieci stacjonarnej w Polsce

Cechą charakterystyczną otwartego planu numeracji krajowej jest istnienie stref numeracyjnych, na które podzielone jest terytorium kraju. W ramach swojej strefy numeracyjnej każdy abonent dysponuje unikatowym numerem abonenckim. Numery te nie muszą jednak być unikatowe w skali całego kraju. Aby uniknąć niejednoznaczności przy realizowaniu połączeń pomiędzy różnymi strefami numeracyjnymi, wprowadzono wskaźniki stref numeracyjnych, potocznie nazywane numerami kierunkowymi. Wskaźnik taki jednoznacznie identyfikuje strefę numeracyjną abonenta docelowego. W zależności od rodzaju połączenia wybiera się albo tylko strefowy numer abonencki (w obrębie tej samej strefy numeracyjnej), albo numer kierunkowy poprzedzony odpowiednim prefiksem (w Polsce było to „0”) i opcjonalnym numerem operatora, a następnie numer abonencki (w innej strefie numeracyjnej).
Przykładem otwartego planu numeracji był plan obowiązujący w Polsce do 5 grudnia 2005 roku.

## Zamknięty plan numeracji krajowej
Zamknięty plan numeracji jest to plan, w którym w publicznej sieci telefonicznej, występuje tylko jeden poziom numeracji – numeracja krajowa. Na terenie całego kraju stosowana jest wyłącznie numeracja skryta. Stosowanie prefiksu krajowego nie jest konieczne, ale w wielu krajach został zachowany w okresie przejściowym albo na stałe ze względu na tradycję.
Cechą charakterystyczną zamkniętego planu numeracji krajowej jest jednolita długość wszystkich numerów telefonicznych danego typu usługi. Skutkiem tego użytkownik każdorazowo musi wybrać całość numeru krajowego, włącznie z wskaźnikiem strefy numeracyjnej, nawet gdy znajduje się w tej samej strefie. W procesie wybierania, krajowy numer abonenta może być poprzedzony opcjonalnym numerem operatora.
Przykładem zamkniętego planu numeracji jest plan obowiązujący w Polsce od 5 grudnia 2005 roku, gdzie abonent każdorazowo musi wybierać pełny 9-cyfrowy krajowy numer abonenta, nawet dzwoniąc z tej samej strefy numeracyjnej. Prefiks krajowy został zlikwidowany we wrześniu 2010 r.
Zamknięty plany numeracji stosowany jest m.in. w następujących krajach:
- z prefiksem krajowym („0”) występującym w numeracji krajowej (pomijanym przy połączeniach z zagranicy), podana niżej liczba cyfr wlicza prefiks „0”:
  - Belgia (9 cyfr)
  - Francja (10 cyfr)
  - Polska (10 cyfr) – od grudnia 2005 r. do września 2010 r.
  - RPA (10 cyfr)
  - Szwajcaria (10 cyfr)
  - Wielka Brytania (9 lub 10 cyfr)
- bez prefiksu krajowego:
  - Dania (8 cyfr)
  - Grecja (10 cyfr) – od 2002 r.
  - Hiszpania (9 cyfr) – od 1998 r.
  - Norwegia (8 cyfr) – od 1992 r.
  - Polska (9 cyfr) – od 2010 r.
  - Portugalia (9 cyfr) – od 1999 r.
  - Czechy (9 cyfr) – od 2002 r.
- wyjątek:
  - Włochy – początkowe „0” w numerze nie jest prefiksem krajowym, lecz częścią wskaźnika strefy i musi być wybierane przy połączeniach z zagranicy, np. +39 06 68806848

W ostatnich latach obserwuje się tendencję do wprowadzania zamkniętych planów telefonicznych w miejsce otwartych, głównie w celu ujednolicenia postaci numeru na terenie całego kraju oraz zwiększenia dostępności wolnych numerów.